# Korrelsneeuw

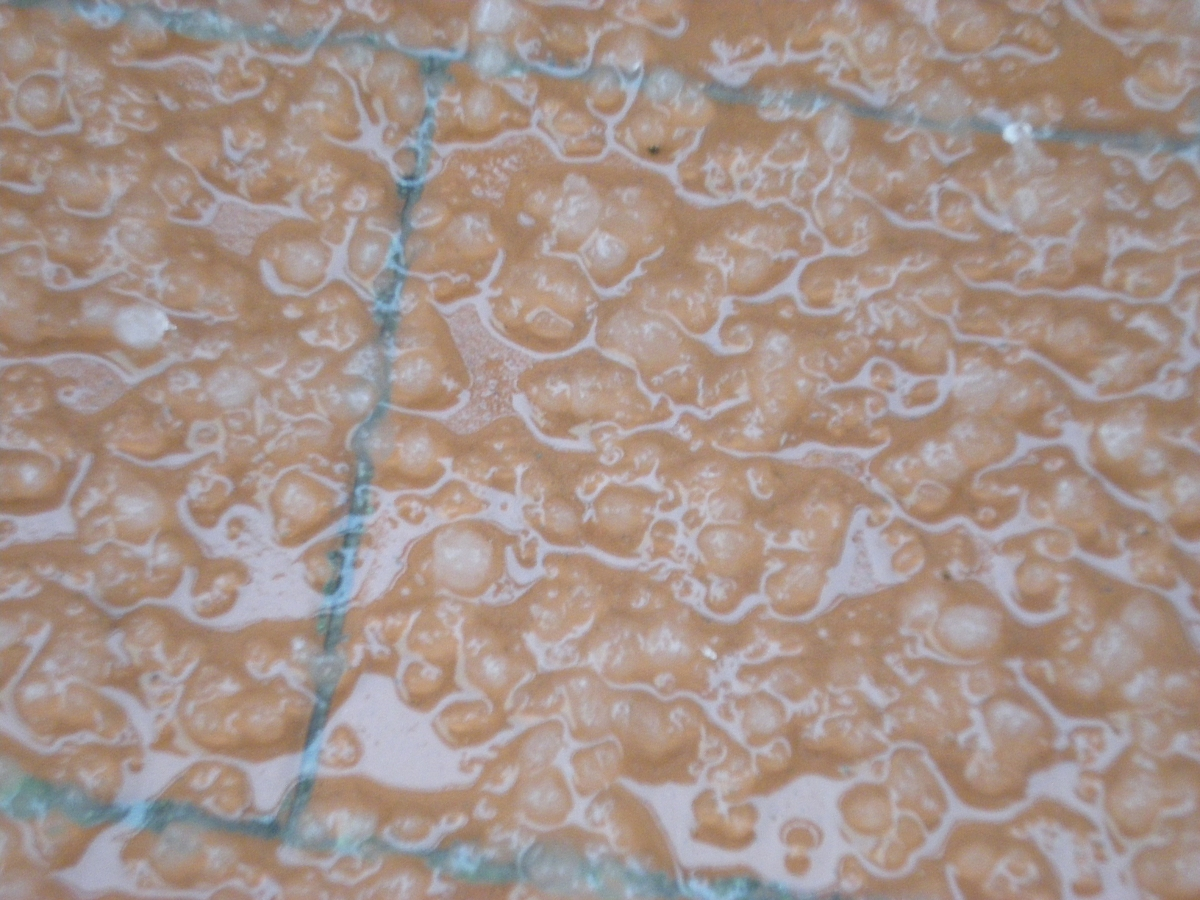
Net gevallen korrelsneeuw

Onder korrelsneeuw wordt een sneeuwsoort verstaan die uit lichte, brosse korreltjes bestaat. Deze korreltjes hebben een doorsnede tot enkele mm en ze bestaan uit samengeklonterde sneeuwkristalletjes. Dit in tegenstelling tot hagel, dat uit harde ijsbrokjes bestaat, die bovendien (soms) een aanmerkelijk grotere diameter hebben. Door de brosheid en de geringe afmetingen van de sneeuwkorreltjes, richt korrelsneeuw geen schade aan. In tegenstelling tot hagel is korrelsneeuw een verschijnsel dat zich vrijwel uitsluitend gedurende de wintermaanden voordoet
Korrelsneeuw ontstaat doordat er zich tijdens de bui in de bovenlucht heftige bewegingen voordoen. Zeer kleine waterdruppeltjes en sneeuwvlokken vermengen zich dan en vormen de korrels; dit wordt korrelsneeuw genoemd. Als de korrels daarna worden omhuld door een laagje ijs, wordt de neerslag korrelhagel genoemd.

## Vlaanderen
In Vlaanderen ligt de definitie anders.